# آل معرج

تعديل مصدري - تعديل

آل معرج هي إحدى قرى عزلة  الوضيع بمديرية الوضيع التابعة لمحافظة أبين، بلغ تعداد سكانها 149 نسمة حسب تعداد اليمن لعام 2004.